# Mikio Naruse
Mikio Naruse (Tòquio, 1905 — 1969) va ser un director cinematogràfic japonès. El seu estil de tipus intimista, evoca una visió idíl·lica de la humanitat. Va dirigir 89 films entre 1930 i 1967, principalment de tipus Shomin-geki, drames amb protagonistes femenins. Juntament amb Akira Kurosawa i Kenji Mizoguchi és un dels directors més rellevants del Japó a nivell internacional.

## Obres
- Chanbara fufu (‘Un amor íntim’, 1930)
- Menshi (‘L'arròs', 1952)
- O-kaasan (‘La mare’, 1952)
- Ani imoto (‘Germà i germana’, 1953)
- Fu fu (‘La parella’, 1953)
- Ukigumo (‘El núvol', 1955)
- Aki tachinu (‘Ja ha començat la tardor’, 1961)
- Midareru (‘Brossam’, 1964)